# Szenczi Miklós
Szenczi Miklós (született Schmidt Miklós, Budapest, 1904. április 26. – Budapest, 1977. július 11.) filológus, egyetemi tanár és az irodalomtudományok kandidátusa. Az Eötvös Loránd Tudományegyetem Bölcsészettudományi Kar Angol Nyelv és Irodalom Tanszék egykori oktatója és tanszékvezetője.

## Tanulmányai
Tanulmányait a Magyar Királyi Pázmány Péter Tudományegyetemen (ma: ELTE) kezdte meg 1923-ban, majd állami ösztöndíjjal az Aberdeeni Egyetemen folytatta, és 1928-ban diplomázott. 1933-ban szerzett doktori címet angol irodalomból a Pázmány Péter Tudományegyetemen.

## Oktatási karrier
Szenczi Miklós budapesti középiskolákban és az Eötvös József Collegiumban tanított.
1937-ben megszervezte a magyar nyelv és irodalom oktatását a Londoni Egyetemen, ahol tíz éven keresztül ő volt a magyar nyelv és irodalom oktatója is.
1947-től a Budapesti Egyetem Angol Tanszékén tanár. 1949-ben elbocsátották, majd 1957-ben rehabilitálták, és tanszékvezető professzor lett. 1973-ban ment nyugdíjba az Angol Tanszékről.
Élete utolsó éveiben a Magyar Tudományos Akadémia Irodalomtudományi Intézetében a nyugat-európai komparatisztikai kutatócsoport vezetésével foglalkozott.

## Művei
- Webster tragikus művészete (Bp., 1932)
- The Tragicomedies of Middleton and Rowley (Bp., 1937)
- A tragikus alapvetés Ford drámáiban (Bp., 1937)
- Tanuljunk könnyen, gyorsan angolul Ernst Häckel módszere alapján (Bp., 1937)
- A költői és történeti igazság kérdéséhez (Bp., 1956)
- A shakespeare-i realizmus kérdéséhez (Bp., 1956)
- Shakespeare az évszázadok tükrében (kritikák, vál., szerk. Bp., 1965)
- Angol romantikusok és a valóság (Bp., 1967)
- Milton’s Dialectic in Paradise Lost (Bp., 1971)
- The Mimetic Principle in Later 18th Century Criticism (Bp., 1974)
- Valósághűség és képzelet (Bp., 1975). – Irod. Studies in English and American Philology (II., „Szenczi Emlékkönyv”, bibliográfiával, Bp., 1975)
- Gyergyai Albert: Arcképvázlat Sz. M.-ről (Nagyvilág, 1975. 12. sz.)
- Kéry László: Sz. M. (Nagyvilág, 1977. 9. sz.)
- Szentmihályi Szabó Péter: Sz. M. (Élet és Irodalom, 1977. 30. sz.)
- Szegedy-Maszák Mihály: Sz. M. (Helikon, 1977. 4. sz.)
- Kovács József: Sz. M. (Irodalomtörténeti Közlemények, 1977. 3. sz.)
- Országh László: Emlékezés Sz. M.-ra (Filológiai Közlöny, 1978)
- V. Duckworth Barker: M. Sz. (New Hungarian Quarterly, 1978. 69. sz.).